# Ібраєвська сільська рада (Аургазинський район)
Ібра́євська сільська рада (рос. Ибраевский сельский совет) — муніципальне утворення у складі Аургазинського району Башкортостану, Росія. Адміністративний центр — село Мале Ібраєво.

## Населення
Населення — 1089 осіб (2019, 1394 в 2010, 1451 в 2002).

## Склад
До складу поселення входять такі населені пункти:
| Населений пункт         | Населення, осіб (2002) | Населення, осіб (2010) |
| ----------------------- | ---------------------- | ---------------------- |
| Баїшево, присілок       | 49                     | 54                     |
| Берлек, присілок        | 31                     | 25                     |
| Борисовка, присілок     | 4                      | 5                      |
| Дубровка, присілок      | 138                    | 150                    |
| Мале Ібраєво, село      | 125                    | 127                    |
| Новофедоровка, присілок | 821                    | 799                    |
| Старе Ібраєво, присілок | 283                    | 234                    |